# Germania ai Giochi della XXVIII Olimpiade
La Germania partecipò ai Giochi della XXVIII Olimpiade, svoltisi ad Atene, Grecia, dal 13 al 29 agosto 2004, con una delegazione di 441 atleti impegnati in ventinove discipline.

## Medaglie
| Medaglia | Atleta   | Sport  | Evento           |
| -------- | -------- | ------ | ---------------- |
| Bronzo   | Germania | Calcio | Torneo femminile |

## Risultati

### Calcio
- Donne

| Atleta | Classifica |                     |
| --- | --- | ------------------- |
| V · D · M Nazionale tedesca femminile · Calcio ai Giochi Olimpici Estivi 2004 1 Rottenberg · 2 Stegemann · 3 Garefrekes · 4 Jones · 5 Günther · 6 Odebrecht · 7 Wunderlich · 8 Wimbersky · 9 Prinz · 10 Lingor · 11 Müller · 12 Omilade · 13 Minnert · 14 Bachor · 15 Fuss · 16 Pohlers · 17 Hingst · 18 Angerer · CT : Theune-Meyer | Argento |                     |
| Nazionale tedesca femminile · Calcio ai Giochi Olimpici Estivi 2004 | |                     |
| 1 Rottenberg · 2 Stegemann · 3 Garefrekes · 4 Jones · 5 Günther · 6 Odebrecht · 7 Wunderlich · 8 Wimbersky · 9 Prinz · 10 Lingor · 11 Müller · 12 Omilade · 13 Minnert · 14 Bachor · 15 Fuss · 16 Pohlers · 17 Hingst · 18 Angerer · CT: Theune-Meyer                                                                                | 1 Rottenberg · 2 Stegemann · 3 Garefrekes · 4 Jones · 5 Günther · 6 Odebrecht · 7 Wunderlich · 8 Wimbersky · 9 Prinz · 10 Lingor · 11 Müller · 12 Omilade · 13 Minnert · 14 Bachor · 15 Fuss · 16 Pohlers · 17 Hingst · 18 Angerer · CT: Theune-Meyer | Germania (bandiera) |

### Pallanuoto
- Uomini

| Atleta | Classifica |                     |
| --- | --- | ------------------- |
| V · D · M Nazionale maschile tedesca di pallanuoto · Giochi olimpici - Atene 2004 Dierolf • Kieloch • Kreuzmann • Mackeben • Nossek • Pohlmann • Politze • Schertwitis • Schroedter • Čigir' • Weissinger • Wollthan • Zellmer · CT : Hagen Stamm | 5° |                     |
| Nazionale maschile tedesca di pallanuoto · Giochi olimpici - Atene 2004 | |                     |
| Dierolf • Kieloch • Kreuzmann • Mackeben • Nossek • Pohlmann • Politze • Schertwitis • Schroedter • Čigir' • Weissinger • Wollthan • Zellmer · CT: Hagen Stamm                                                                                    | Dierolf • Kieloch • Kreuzmann • Mackeben • Nossek • Pohlmann • Politze • Schertwitis • Schroedter • Čigir' • Weissinger • Wollthan • Zellmer · CT: Hagen Stamm | Germania (bandiera) |